# Anthony Beauvillier
Anthony Beauvillier, född 8 juni 1997 i Sorel, är en kanadensisk professionell ishockeyforward som spelar för Vancouver Canucks i National Hockey League (NHL).
Han har tidigare spelat för New York Islanders i NHL; Bridgeport Sound Tigers i American Hockey League (AHL) samt Cataractes de Shawinigan i Ligue de hockey junior majeur du Québec (LHJMQ).
Beauvillier draftades av New York Islanders i första rundan i 2015 års draft som 28:e spelare totalt.

## Statistik
LHMJAA = Ligue de Hockey Métropolitaine Junior AA | LHEQ = Ligue de Hockey d'Excellence du Québec
| 2010–2011    | Éclaireurs du Richelieu             | LHMJAA       | 34  | 29  | 25  | 54  | 44  | —  | —  | —  | —  | —  |
| 2011–2012    | Gaulois D'Antoine Girouard          | LHEQ         | 27  | 27  | 13  | 40  | 52  | —  | —  | —  | —  | —  |
|              | Gaulois du Collège Antoine-Girouard | LHMAAAQ      | 9   | 1   | 1   | 2   | 4   | 1  | 0  | 0  | 0  | 0  |
| 2012–2013    | Gaulois du Collège Antoine-Girouard | LHMAAAQ      | 41  | 39  | 25  | 64  | 22  | 13 | 5  | 10 | 15 | 24 |
| 2013–2014    | Cataractes de Shawinigan            | LHJMQ        | 64  | 9   | 24  | 33  | 26  | 4  | 0  | 0  | 0  | 8  |
| 2014–2015    | Cataractes de Shawinigan            | LHJMQ        | 67  | 42  | 52  | 94  | 72  | 7  | 2  | 5  | 7  | 14 |
| 2015–2016    | Cataractes de Shawinigan            | LHJMQ        | 47  | 40  | 39  | 79  | 57  | 21 | 15 | 15 | 30 | 16 |
| 2016–2017    | New York Islanders                  | NHL          | 66  | 9   | 15  | 24  | 10  | —  | —  | —  | —  | —  |
| 2017–2018    | New York Islanders                  | NHL          | 71  | 21  | 15  | 36  | 16  | —  | —  | —  | —  | —  |
|              | Bridgeport Sound Tigers             | AHL          | 3   | 2   | 0   | 2   | 0   | —  | —  | —  | —  | —  |
| 2018–2019    | New York Islanders                  | NHL          | 81  | 18  | 10  | 28  | 8   | 8  | 1  | 1  | 2  | 0  |
| 2019–2020    | New York Islanders                  | NHL          | 68  | 18  | 21  | 39  | 15  | 22 | 9  | 5  | 14 | 10 |
| 2020–2021    | New York Islanders                  | NHL          | 47  | 15  | 13  | 28  | 12  | 19 | 5  | 8  | 13 | 4  |
| 2021–2022    | New York Islanders                  | NHL          | 75  | 12  | 22  | 34  | 12  | —  | —  | —  | —  | —  |
| 2022–2023    | New York Islanders                  | NHL          | 49  | 9   | 11  | 20  | 10  | —  | —  | —  | —  | —  |
| NHL totalt   | NHL totalt                          | NHL totalt   | 457 | 102 | 107 | 209 | 83  | 49 | 15 | 14 | 29 | 14 |
| LHJMQ totalt | LHJMQ totalt                        | LHJMQ totalt | 178 | 91  | 115 | 206 | 155 | 32 | 17 | 20 | 37 | 38 |

### Internationellt
| Källa: Uppdaterad: 2021-09-03 | Källa: Uppdaterad: 2021-09-03 | Källa: Uppdaterad: 2021-09-03 |         | Utv = Utvisningsminuter | Utv = Utvisningsminuter | Utv = Utvisningsminuter | Utv = Utvisningsminuter | Utv = Utvisningsminuter |
| År                            | Lag                           | Mästerskap                    | Matcher | Mål                     | Assists                 | Poäng                   | Utv                     |                         |
| ----------------------------- | ----------------------------- | ----------------------------- | ------- | ----------------------- | ----------------------- | ----------------------- | ----------------------- | ----------------------- |
| 2014                          | Kanada                        | Ivan Hlinka                   | 3       | 0                       | 0                       | 0                       | 0                       |                         |
| 2015                          | Kanada                        | U18-VM                        | 6       | 3                       | 0                       | 3                       | 2                       |                         |
| 2016                          | Kanada                        | JVM                           | 5       | 1                       | 0                       | 1                       | 2                       |                         |
| 2018                          | Kanada                        | VM                            | 9       | 2                       | 1                       | 3                       | 10                      |                         |
| Junior totalt                 | Junior totalt                 | Junior totalt                 | 14      | 4                       | 0                       | 4                       | 4                       |                         |
| Senior totalt                 | Senior totalt                 | Senior totalt                 | 9       | 2                       | 1                       | 3                       | 10                      |                         |